# 久内清孝
久内清孝（ひさうち きよたか、1884年3月 - 1981年4月12日）は、日本の植物学者・薬学者。日本の植物分類学の初期の研究者の一人である。東邦大学名誉教授。

## 略歴
麻布中学を卒業後、私立横浜英語学校で英語を学んだ後、横浜に住み、外国人と交流し英語力を高めた。
植物学に興味をもち、横浜植物同好会のメンバーとなり、1909年から牧野富太郎の下で植物分類学の研究を始めた。一方で英語力を評価され、ジャパンタイムス横浜支局長を2年間務めた。1923年、朝比奈泰彦の研究室に入り、1925年に創立された帝国女子医専（後の東邦大学）に1926年に薬学科が作られると帝国女子医専の教授となった。
1952年（昭和27年）、東邦大学教授の肩書で皇居で行われた植物学に関する合同進講に参加した。
「植物研究雑誌」に多くの論文を発表し、国立科学博物館主催の植物採集会の指導を長く行った。植物採集標本は2万点以上に達し、東京大学や科学博物館に納められ、東邦大学薬学部生薬学教室に保存されている。
ハマウツボ科のヒサウチソウ (Bellardia trixago) に献名されている。

## 論文
- 久内清孝「帰化植物雑考」『植物分類，地理』第13巻、日本植物分類学会、1943年、190-193頁、doi:10.18942/bunruichiri.KJ00002992563、ISSN 0001-6799、NAID 110003762603。
- HURUSAWA, Isao「東亞植物落穗録 (一)」『植物学雑誌』第60巻第703号、日本植物学会、1947年、71-76頁、doi:10.15281/jplantres1887.60.71、ISSN 0006-808X、NAID 130004212043。
- 久内清孝「ブタクサの巨大形」『採集と飼育』第13巻第9号、日本科学協会、1951年9月、295頁、ISSN 00363286、NAID 40017800214。
- 久内清孝「ハゼランは多年生である」『植物研究雑誌』第44巻第9号、ツムラ、1969年9月、286頁、ISSN 00222062、NAID 40017910794。
- 久内清孝、菅谷愛子「中国の生薬"毛麝香"について」『生薬学雑誌』第25巻第2号、日本生薬学会、1971年、83-86頁、NAID 110008907657。
- 久内清孝「ワスレナグサ類の和名考(雑録)」『植物研究雑誌』第46巻第12号、ツムラ、1971年12月、377-378頁、ISSN 00222062、NAID 40017910195。

## 著書
- 『植物採集と標本製作法』、本田正次と共著(1931年）
- 『帰化植物』（1950年）